# Tracya hydrocharidis
Tracya hydrocharidis är en svampart som beskrevs av Lagerh. 1902. Tracya hydrocharidis ingår i släktet Tracya och familjen Doassansiaceae.   Inga underarter finns listade i Catalogue of Life.